# KF Olimpik Tirana
Klubi Futbollit Olimpik Tirana was een Albanese voetbalclub uit Tirana. De club werd in 2002 opgericht maar was geen lang leven beschoren; in 2015 werd de ploeg uit Tirana opgeheven. Toen de club werd opgeheven kwam deze uit in de Kategoria e Dytë.